# Ally Venable
Ally Marie Venable (* 7. April 1999 in Kilgore, Texas) ist eine US-amerikanische Blues-Rock-Gitarristin, Sängerin und Songwriterin.

## Leben
Venable wurde Gitarristin des Jahres 2014 und 2015 (ETX Music Awards) und mit ihrer Band Blues-Band des Jahres 2015 und 2016 (ETX Music Awards).
Venables Debütalbum No Glass Shoes mit Connor Ray Music erreichte 2016 Platz 16 in den RMR Electric Blues Charts. Venable wird als sehenswerte Musikerin der unter 30-Jährigen der amerikanischen Blues-Szene beworben. Ihr zweites Album Puppet Show erreichte Platz 7 in den Billboard Blues Album Charts. Das Album Texas Honey erschien 2019.

## Diskografie
- 2016: No Glass Shoes
- 2018: Puppet Show
- 2019: Texas Honey
- 2021: Heart of Fire (Digital Album Download)
- 2023: Real Gone
- 2025: Money & Power